# Kepler-220
Kepler-220 es una estrella enana roja descubierta en 2014 junto a 5 planetas que la orbitan. Uno de los exoplanetas más famosos se encuentra en este sistema, siendo este el exoplaneta Kepler-220d, asemejándose en cuanto a tamaño y temperatura anormalmente altas con el exoplaneta Kepler-10b.